# 国産マッチ発祥の地
『国産マッチ発祥の地』（こくさんマッチはっしょうのち）は、東京都墨田区江東橋にある記念碑である。

## 概要
日本で初めてマッチを生産した新燧社の所在地を記念するもので、1986年に建立された。
1876年に清水誠が当時の本所柳原町に設立した新燧社は日本最初のマッチ製造企業だったが、その正確な所在地は清水誠顕彰会の努力により突き止められた。現在の東京都立両国高等学校・附属中学校の敷地がほぼ含まれる。
記念碑は高校の校庭に位置し、四角い黒い石材に「国産マッチ発祥の地」と刻まれている。
なお、清水は新燧社を設立する前の1875年に、三田四国町（現在の港区芝）にあった吉井友実の別邸にてマッチの製造販売をおこなっており、厳密に言えば「最初の国産マッチ製造場所」とは異なる。